# Milion na gwiazdkę
Milion na gwiazdkę (ang. Christmas in Wonderland) – amerykańsko-kanadyjski film obyczajowy z 2007 roku w reżyserii Jamesa Orra.

## Opis fabuły
Zbliża się Boże Narodzenie. Saundersowie, którzy właśnie przeprowadzili się do Edmonton, nie mają pieniędzy, by urządzić wystawne święta. Kiedy jednak głowa rodziny – Wayne (Patrick Swayze) – zabiera dzieci do supermarketu, znajdują tam torbę wypełnioną pieniędzmi. Nie wiedzą, do kogo mogą one należeć, dlatego postanawiają zatrzymać gotówkę dla siebie. Okazuje się jednak, że pieniądze są własnością przestępców, którzy zamierzają je odzyskać. Niebawem też trafiają do Saundersów.

## Obsada
- Patrick Swayze jako Wayne Saunders
- Matthew Knight jako Brian Saunders
- Chris Kattan jako Leo Cardoza
- Amy i Zoe Schlagel jako Mary Saunders
- Cameron Bright jako Danny Saunders
- MacKenzie Porter jako Shane
- Tim Curry jako Gordon McLoosh
- Carmen Electra jako Ginger Peachum